# SN 2005ds
SN 2005ds – supernowa typu IIn odkryta 31 sierpnia 2005 roku w galaktyce UGC 11064. W momencie odkrycia miała maksymalną jasność 18,70m.